# Convento de San Basilio (Cuéllar)
El convento de San Basilio es un edificio situado en la villa de Cuéllar, provincia de Segovia (España), que estuvo ocupado por una comunidad de religiosos basilios hasta el siglo XIX en que fue exclaustrado por la Desamortización. Actualmente la totalidad del edificio está destinado a fines comerciales.
El monasterio fue fundado a media legua de la población y junto al río Cega en el siglo XIII, y en el año 1606 se trasladó junto al castillo. A mediados del siglo XVII, doña Ana Enríquez de Cabrera y Colonna, viuda de Francisco Fernández de la Cueva, VII duque de Alburquerque, adquirió el patronato de la capilla mayor, pasando a formar parte del mecenazgo ducal.
Fue conocido también con la advocación de Nuestra Señora de la Salud, y dentro de su historia destaca la celebración de un capítulo provincial, en el que se ordenó imprimir unas constituciones para las provincias de España; fue suprimido temporalmente en 1790 por una breve apostólica, pero no fue hasta la desamortización cuando cerró sus puertas definitivamente, siendo unos de los últimos monasterios de monjes basilios que permanecieron abiertos en España. Su iglesia contenía una gran colección de reliquias de santos y mártires, y entre sus objetos de culto destacaba la imagen de Nuestra Señora de la Rochela, una talla gótica procedente de la ciudad francesa de La Rochelle de gran devoción.